# 映画産業
映画産業（えいがさんぎょう、英語: motion picture industry）は、映画を主軸とする産業である。

## 拠点
世界各国に存在しているが、そのなかでも有名なものはアメリカ合衆国の西海岸・ロサンゼルスのハリウッドである。ほかにもイタリアのチネチッタ、中国の青島東方影都のような都市レベルで設計された拠点がある。
インドでは1288本が製作されて2009年時点でアメリカの2倍弱に上る。インドの映画製作の中心はムンバイ（旧名ボンベイ）であり、ここの映画業界はボリウッドと呼ばれるが、インド映画界は各言語別に映画業界が成立しているため、ムンバイ以外にも映画製作地は多数存在している。
日本では概ね東京西部に多く、大泉（東映撮影所）や調布市（日活撮影所、角川大映スタジオ）や砧（東宝スタジオ）などがある。アニメ会社も西武鉄道線・中央線沿線地域にかけて集結している。時代劇は京都の太秦に大規模な撮影所兼テーマパークの東映太秦映画村がある。

## ビジネスとしての特徴や統計的な評価
映画産業は、アメリカでは「不況に強い」産業となっている。
なお、『ビデオやDVDの普及、ファイル共有ソフトの隆盛が、映画産業を破滅に追い込む』といった考えは「誤った思い込み」であり、現実では観客動員数は減るどころか、逆に増えているという。こうした観客動員数の増加については、「大画面で見た方が楽しめる大作を作ることによって、観客の足を映画館へ運ばせている」との指摘がある。しかしながら、移民の増加によって人口が増え続けているアメリカで観客動員数が増えているからと言って、それが直ちに映画産業の好調を示すものではないことに留意する必要がある。映画産業も他の産業同様、全体として需給のバランスが崩れ始めれば衰退が始まる。需給バランスの客観的な指標としては、観客動員数や総興行収入や全国のスクリーン数ではなく、「国民一人当たりの年間映画館利用回数」を用いるべきだという指摘もある。

## 各国の市場規模

### 各国の映画市場規模リスト
MPA調べによる上位10か国。
- 単位は10億US$

| 順位 | 2021年         | 2021年 |
| ---- | -------------- | ------ |
| 1    | 中華人民共和国 | 7.3    |
| 2    | アメリカ合衆国 | 4.5    |
| 3    | 日本           | 1.5    |
| 4    | イギリス       | 0.8    |
| 5    | フランス       | 0.8    |
| 6    | ロシア         | 0.6    |
| 7    | 韓国           | 0.5    |
| 8    | インド         | 0.5    |
| 9    | オーストラリア | 0.5    |
| 10   | ドイツ         | 0.4    |